# Scleraulophoridae
Famille
Les Scleraulophoridae sont une famille de vers plats marins de l'ordre des Prolecithophora.

## Systématique
Le nom valide complet (avec auteur) de ce taxon est Scleraulophoridae Marcus, 1950.

### Liste des genres
Selon la base de données World Register of Marine Species (15 décembre 2023), la famille des Scleraulophoridae regroupe les genres suivants :
- Rosmarium Marcus, 1950
- Scleraulophorus Karling, 1940
- Scleraulophurus Karling, 1930